# Латвія на літніх Олімпійських іграх 2016
Латвію на літніх Олімпійських іграх 2016 представляли 31 спортсмен у 10 видах спорту. Жодної медалі олімпійці Латвії не завоювали.

## Легка атлетика
Легенда
- Note – для трекових дисциплін місце вказане лише для забігу, в якому взяв участь спортсмен
- Q = пройшов у наступне коло напряму
- q = пройшов у наступне коло за добором (для трекових дисциплін - найшвидші часи серед тих, хто не пройшов напряму; для технічних дисциплін - увійшов до визначеної кількості фіналістів за місцем якщо напряму пройшло менше спортсменів, ніж визначена кількість)
- NR = Національний рекорд
- N/A = Коло відсутнє у цій дисципліні
- Bye = спортсменові не потрібно змагатися у цьому колі

Трекові і шосейні дисципліни
Чоловіки
| Спортсмен          | Дисципліна      | Фінал     | Фінал |
| Спортсмен          | Дисципліна      | Результат | Місце |
| ------------------ | --------------- | --------- | ----- |
| Валерій Жолнерович | Марафон         | DNS       | DNS   |
| Арніс Румбенієкс   | ходьба на 50 км | 4:08:28   | 37    |

Жінки
| Спортсменка                | Дисципліна      | Попередній забіг | Попередній забіг | Півфінал         | Півфінал         | Фінал            | Фінал            |
| Спортсменка                | Дисципліна      | Результат        | Місце            | Результат        | Місце            | Результат        | Місце            |
| -------------------------- | --------------- | ---------------- | ---------------- | ---------------- | ---------------- | ---------------- | ---------------- |
| Гунта Латишева-Чударе      | 400 м           | 53.08            | 7                | Завершила виступ | Завершила виступ | Завершила виступ | Завершила виступ |
| Аріана Гілборн             | Марафон         | Н/Д              | Н/Д              | Н/Д              | Н/Д              | 2:50:51          | 106              |
| Ілона Мархель              | Марафон         | Н/Д              | Н/Д              | Н/Д              | Н/Д              | 2:41:02          | 61               |
| Прокопчук Олена Леонідівна | Марафон         | Н/Д              | Н/Д              | Н/Д              | Н/Д              | 2:29:32          | 12               |
| Агнесе Пастаре             | ходьба на 20 км | Н/Д              | Н/Д              | Н/Д              | Н/Д              | 1:40:15          | 53               |

Технічні дисципліни
| Спортсмен            | Дисципліна                    | Кваліфікація       | Кваліфікація | Фінал              | Фінал            |
| Спортсмен            | Дисципліна                    | Результат у метрах | Місце        | Результат у метрах | Місце            |
| -------------------- | ----------------------------- | ------------------ | ------------ | ------------------ | ---------------- |
| Марекс Арентс        | стрибки з жердиною (чоловіки) | 5.45               | =16          | Завершив виступ    | Завершив виступ  |
| Паулс Пуятс          | стрибки з жердиною (чоловіки) | 5.60               | =10 q        | НС                 | —                |
| Сигізмунд Сірмайс    | метання списа (чоловіки)      | 80.65              | 14           | Завершив виступ    | Завершив виступ  |
| Роландс Штробіндерс  | метання списа (чоловіки)      | 77.73              | 28           | Завершив виступ    | Завершив виступ  |
| Сінта Озоліна-Ковале | метання списа (жінки)         | 60.92              | 14           | Завершила виступ   | Завершила виступ |
| Мадара Паламейка     | метання списа (жінки)         | 63.03              | 8 Q          | 60.14              | 10               |

Комбіновані дисципліни – семиборство (жінки)
| Спортсмен               | Дисципліна | 100Б  | СВ   | ШЯ    | 200 m | СД   | МС    | 800 m   | Final | Місце |
| ----------------------- | ---------- | ----- | ---- | ----- | ----- | ---- | ----- | ------- | ----- | ----- |
| Лаура Ікауніце-Admidiņa | Результат  | 13.33 | 1.77 | 13.52 | 23.76 | 6.12 | 55.93 | 2:09.43 | 6617  | 4     |
| Лаура Ікауніце-Admidiņa | Очки       | 1075  | 941  | 762   | 1004  | 887  | 975   | 973     | 6617  | 4     |

## Веслування на байдарках і каное

### Спринт
| Спортсмен        | Дисципліна             | Заїзди   | Заїзди | Півфінали | Півфінали | Фінал           | Фінал           |
| Спортсмен        | Дисципліна             | Час      | Місце  | Час       | Місце     | Час             | Місце           |
| ---------------- | ---------------------- | -------- | ------ | --------- | --------- | --------------- | --------------- |
| Dagnis Iļjins    | К-1, 200 м (чоловіки)  | 44.125   | 5 Q    | 45.082    | 7         | Завершив виступ | Завершив виступ |
| Dagnis Iļjins    | К-1, 1000 м (чоловіки) | 4:11.766 | 4 Q    | 4:20.181  | 6 FB      | 4:10.084        | 13              |
| Олексій Румянцев | Б-1, 200 м (чоловіки)  | 35.175   | 4 Q    | 34.722    | 4 FA      | 35.891          | 5               |

Пояснення до кваліфікації: FA = Кваліфікувались до фіналу A (за медалі); FB = Кваліфікувались до фіналу B (не за медалі)

## Велоспорт

### Шосе
| Спортсмен           | Дисципліна                       | Час     | Місце |
| ------------------- | -------------------------------- | ------- | ----- |
| Алексєйс Сарамотінс | Групова шосейна гонка (чоловіки) | 6:30:05 | 46    |
| Toms Skujiņš        | Групова шосейна гонка (чоловіки) | 6:30:05 | 55    |

### BMX
| Спортсмен        | Дисципліна     | Кваліфікація | Кваліфікація | Чвертьфінал | Чвертьфінал | Півфінал        | Півфінал        | Фінал           | Фінал           |
| Спортсмен        | Дисципліна     | Результат    | Місце        | Очки        | Місце       | Очки            | Місце           | Результат       | Місце           |
| ---------------- | -------------- | ------------ | ------------ | ----------- | ----------- | --------------- | --------------- | --------------- | --------------- |
| Маріс Штромбергс | BMX (чоловіки) | 34.953       | 7            | 14          | 5           | Завершив виступ | Завершив виступ | Завершив виступ | Завершив виступ |
| Еджус Трейманіс  | BMX (чоловіки) | DNF          | DNF          | 15          | 5           | Завершив виступ | Завершив виступ | Завершив виступ | Завершив виступ |

## Дзюдо
| Спортсмен         | Категорія               | 1/32 фіналу        | 1/16 фіналу             | 1/8 фіналу         | Чвертьфінали       | Півфінали          | Втішний поєдинок   | Фінал / БМ         | Фінал / БМ      |
| Спортсмен         | Категорія               | Суперник Результат | Суперник Результат      | Суперник Результат | Суперник Результат | Суперник Результат | Суперник Результат | Суперник Результат | Місце           |
| ----------------- | ----------------------- | ------------------ | ----------------------- | ------------------ | ------------------ | ------------------ | ------------------ | ------------------ | --------------- |
| Євгеній Бородавко | до 100 кг (чоловіки)    | Bye                | Хага (JPN) L 000–100    | Завершив виступ    | Завершив виступ    | Завершив виступ    | Завершив виступ    | Завершив виступ    | Завершив виступ |
| Артур Нікіфоренко | понад 100 кг (чоловіки) | Н/Д                | Кокаурі (AZE) L 000–111 | Завершив виступ    | Завершив виступ    | Завершив виступ    | Завершив виступ    | Завершив виступ    | Завершив виступ |

## Сучасне п'ятиборство
| Спортсмен           | Дисципліна | Фехтування (шпага, один дотик) | Фехтування (шпага, один дотик) | Фехтування (шпага, один дотик) | Фехтування (шпага, один дотик) | Плавання (200 м вільним стилем) | Плавання (200 м вільним стилем) | Плавання (200 м вільним стилем) | Верхова їзда (конкур) | Верхова їзда (конкур) | Верхова їзда (конкур) | Комбіновано: стрільба/біг (10 м, пневматичний пістолет)/(3200 м) | Комбіновано: стрільба/біг (10 м, пневматичний пістолет)/(3200 м) | Комбіновано: стрільба/біг (10 м, пневматичний пістолет)/(3200 м) | Загалом очок | Підсумкове місце |
| Спортсмен           | Дисципліна | RR                             | BR                             | Місце                          | Очки                           | Час                             | Місце                           | Очки                            | Штрафні очки          | Місце                 | Очки                  | Час                                                              | Місце                                                            | MP Points                                                        | Загалом очок | Підсумкове місце |
| ------------------- | ---------- | ------------------------------ | ------------------------------ | ------------------------------ | ------------------------------ | ------------------------------- | ------------------------------- | ------------------------------- | --------------------- | --------------------- | --------------------- | ---------------------------------------------------------------- | ---------------------------------------------------------------- | ---------------------------------------------------------------- | ------------ | ---------------- |
| Ruslans Nakoņečnijs | чоловіки   | 13–22                          | 2                              | 30                             | 180                            | 2:03.83                         | 16                              | 329                             | 28                    | 26                    | 272                   | 11:35.70                                                         | 21                                                               | 605                                                              | 1386         | 28               |

## Вітрильний спорт
| Спортсмен     | Дисципліна   | Заплив | Заплив | Заплив | Заплив | Заплив | Заплив | Заплив | Заплив | Заплив | Заплив | Заплив | Заплив | Заплив | Очки | Підсумкове місце |
| Спортсмен     | Дисципліна   | 1      | 2      | 3      | 4      | 5      | 6      | 7      | 8      | 9      | 10     | 11     | 12     | M*     | Очки | Підсумкове місце |
| ------------- | ------------ | ------ | ------ | ------ | ------ | ------ | ------ | ------ | ------ | ------ | ------ | ------ | ------ | ------ | ---- | ---------------- |
| Кетія Бірзуле | RS:X (жінки) | 24     | 24     | DNF    | 21     | 24     | 26     | DNF    | 25     | 23     | 18     | 21     | 23     | EL     | 256  | 24               |

M = Медальний заплив; EL = Вибув – не потрапив до медального запливу

## Стрільба
| Спортсмен       | Дисципліна      | Кваліфікація | Кваліфікація | Півфінал        | Півфінал        | Фінал           | Фінал           |
| Спортсмен       | Дисципліна      | Очки         | Місце        | Очки            | Місце           | Очки            | Місце           |
| --------------- | --------------- | ------------ | ------------ | --------------- | --------------- | --------------- | --------------- |
| Дайніс Упелнєкс | скит (чоловіки) | 119          | 14           | Завершив виступ | Завершив виступ | Завершив виступ | Завершив виступ |

Пояснення до кваліфікації: Q = Пройшов у наступне коло; q = Кваліфікувався щоб змагатись у поєдинку за бронзову медаль

## Плавання
| Спортсмен       | Дисципліна                       | Попередній заплив | Попередній заплив | Півфінал         | Півфінал         | Фінал            | Фінал            |
| Спортсмен       | Дисципліна                       | Час               | Місце             | Час              | Місце            | Час              | Місце            |
| --------------- | -------------------------------- | ----------------- | ----------------- | ---------------- | ---------------- | ---------------- | ---------------- |
| Увіс Калниньш   | 200 метрів комплексом (чоловіки) | 2:02.34           | 24                | Завершив виступ  | Завершив виступ  | Завершив виступ  | Завершив виступ  |
| Альона Рибакова | 200 метрів брасом (жінки)        | 2:30.82           | 27                | Завершила виступ | Завершила виступ | Завершила виступ | Завершила виступ |

## Теніс
| Спортсмен       | Дисципліна               | 1/32 фіналу                  | 1/16 фіналу        | 1/8 фіналу         | Чвертьфінали       | Півфінали          | Фінал / БМ         | Фінал / БМ       |
| Спортсмен       | Дисципліна               | Суперник Результат           | Суперник Результат | Суперник Результат | Суперник Результат | Суперник Результат | Суперник Результат | Місце            |
| --------------- | ------------------------ | ---------------------------- | ------------------ | ------------------ | ------------------ | ------------------ | ------------------ | ---------------- |
| Олена Остапенко | одиночний розряд (жінки) | Стосур (AUS) L 6–1, 3–6, 2–6 | Завершила виступ   | Завершила виступ   | Завершила виступ   | Завершила виступ   | Завершила виступ   | Завершила виступ |

## Волейбол

### Пляжний
| Спортсмен                          | Дисципліна | Груповий етап | Місце | 1/8 фіналу         | Чвертьфінали       | Півфінали          | Фінал / БМ         | Фінал / БМ      |
| Спортсмен                          | Дисципліна | Суперник Результат | Місце | Суперник Результат | Суперник Результат | Суперник Результат | Суперник Результат | Місце           |
| ---------------------------------- | ---------- | --- | ----- | ------------------ | ------------------ | ------------------ | ------------------ | --------------- |
| Aleksandrs Samoilovs Яніс Шмединьш | Чоловіки   | Pool D Сакстон – Шальк (CAN) W 2 – 1 (21–17, 18–21, 15–13) Діас – González (CUB) L 1 – 2 (21–23, 21–19. 9–15) Олівейра – Solberg (BRA) L 1 – 2 (16–21, 22–20, 7–15) | 4     | Завершив виступ    | Завершив виступ    | Завершив виступ    | Завершив виступ    | Завершив виступ |

## Важка атлетика
| Спортсмен        | Категорія            | Ривок     | Ривок | Поштовх   | Поштовх | Загалом | Місце |
| Спортсмен        | Категорія            | Результат | Місце | Результат | Місце   | Загалом | Місце |
| ---------------- | -------------------- | --------- | ----- | --------- | ------- | ------- | ----- |
| Артурс Плезнієкс | до 105 кг (чоловіки) | 181       | 8     | 218       | 9       | 399     | 8     |
| Ребека Коха      | до 53 кг (жінки)     | 90        | 3     | 107       | 4       | 197     | 4     |

## Боротьба
Легенда:
- VT – Перемога на туше.
- PP – Перемога за очками – з технічними очками в того, хто програв.
- PO – Перемога за очками – без технічних очок в того, хто програв.
- ST – Перемога за явної переваги – різниця в очках становить принаймні 8 (греко-римська боротьба) або 10 (вільна боротьба) очок, без технічних очок у того, хто програв.

Жінки
| Спортсменка          | Категорія | Кваліфікація        | 1/8 фіналу           | Чвертьфінал          | Півфінал            | Втішний поєдинок 1  | Втішний поєдинок 2     | Фінал / БМ          | Фінал / БМ |
| Спортсменка          | Категорія | Суперниця Результат | Суперниця Результат  | Суперниця Результат  | Суперниця Результат | Суперниця Результат | Суперниця Результат    | Суперниця Результат | Місце      |
| -------------------- | --------- | ------------------- | -------------------- | -------------------- | ------------------- | ------------------- | ---------------------- | ------------------- | ---------- |
| Григор'єва Анастасія | до 63 кг  | Bye                 | Ріабі (TUN) W 4–0 ST | Кавай (JPN) L 1–3 PP | Завершила виступ    | Bye                 | Михалик (POL) L 1–3 PP | Завершила виступ    | 7          |